# Кириченко Федір Трифонович
Фе́дір Три́фонович Кириче́нко (* 2 травня 1908, Рашівка Гадяцького повіту Полтавської губернії — † 27 квітня 1985, м. Вишневе, Києво-Святошинського району, Київської області), український літературний дослідник, журналіст, краєзнавець, поет, починав у Спілці селянських письменників «Плуг». З 1959 року — член Спілки письменників СРСР. Друкувався під псевдонімом Ф. Коткович.

## З життєпису
Народився в родині селян-незаможників.
У 1924 року вступає до комсомолу, в 1926-29 роках навчався на робітфаці Харківського інституту народної освіти. Закінчив лінгвістично-літературний факультет Харківського педагогічного інституту народної освіти.
Друкуватися почав у 1925 році. Перші публікації Ф. Кириченка з'явилися в газеті «На зміну» (згодом звалася «Зірка»). Його твори публікувалися у періодичних виданнях: «Комсомолець України», «Плуг», «Сільськогосподарський пролетар», «Трактор», «Червоний Перець».
З 1930 року — в складі літературної групи «Трактор», з 1931 — в колі «плужан».
Є автором поетичної збірки «Слово героям» — 1932, Харків. У 1935—1937 рр. працював в чернігівській газеті «Робітник», по тому — вчителював у Ромнах, був позаштатним дописувачем газети «Прапор Жовтня». В цьому часі для видання підготував літературні сторінки про творчість Михайла Коцюбинського та Івана Ле, допомагає видаватися початківцям.
Другу світову війну закінчив у званні капітана. Після демобілізації, з 1946 року, працює у газетах Ромен, Сум, вчителює в Лебедині.
Працював у апараті Міністерства культури УРСР, в періодичних виданнях друкував статті та спогади про українських письменників, займався упорядкуванням збірки перших комсомольських поетів України.
У своїх дослідженнях розкрив псевдоніми та криптоніми понад ста українських літераторів: Карпо Валовець, Пилип Голубничий, Олександр Грищенко, Антоніна Кудрицька. Його напрацювання увійшли до 5-томного «Українського літературного енциклопедичного словника».
У 1963 році упорядкував збірку М. Скуби «Поезії», в 1976 — збірку М. Кожушного «Комсомольське серце».
Написав більше 1500 статей.
У 1985 році підготував цикл лекцій «Письменники — герої Великої Вітчизняної війни» — про Миколу Шпака, Костя Герасименка, Пилипа Рудя, Федора Швіндіна.
З 1960 року проживав у м. Вишневому.
24 серпня 1996 року на будинку, де він жив, відбулося урочисте відкриття меморіальної дошки.
У 2008 році, до 100-річчя з дня народження письменника, в серії «Бібліотека вишнівчанина» видавництвом «Фенікс» видана збірка поезій Ф. Кириченка.